# Michael Frederik Liebenberg
Michael Frederik Liebenberg född 2 april 1767 i Köpenhamn och död 3 maj 1828. Kunglig slottspräst, präst vid hovet och psalmförfattare. Han översatte texter från tyska och gav också ut egna skrifter i teologiska ämnen. Representerad i flera danska psalmböcker, bland andra Psalmebog for Kirke og Hjem. Far till Frederik Ludvig Liebenberg.

## Utmärkelser
- Riddare av Dannebrogorden,  1808[2]
- Dannebrogsmännens hederstecken,  1824[2]
- Kommendör av Dannebrogorden,  1826[2]

[Redigera Wikidata]